# Sōshū-Tradition

Zentren der japanischen Schwertschmiedetraditionen. Die Gokaden (darunter die Provinz Sagami) sind rot gekennzeichnet.

Die Sōshū-Tradition (jap. 相州伝, Sōshū-den) ist eine Sammelbezeichnung für Schwertschmiedeschulen in der japanischen Provinz Sagami (Sōshū), die in unterschiedlicher Ausprägung ähnliche Charakteristika aufwiesen.
Die Sōshū-Tradition gehörte neben der Yamashiro-Tradition, der Yamato-Tradition, der Bizen-Tradition und der Mino-Tradition zu den fünf klassischen japanischen Schwertschmiedetraditionen (Gokaden).

## Geschichte
Die Sōshū-Tradition entstand zur Zeit des Kamakura-Shogunats, welches in der Provinz Sagami seinen Sitz hatte. Die Schwertschmiede Awataguchi Kunitsuna, Ichimonji Sukezane und Saburō Kunimune aus den Provinzen Yamashiro und Bizen gelten als die Stammväter aller Kamakura-Schwertschmiede und damit auch der Sōshū-Tradition. Das erste im Stile der Sōshū-Tradition geschmiedete Schwert wird allerdings dem Schwertschmied Shintogo Kunimitsu zugeschrieben und ist als Midare Shintogo bekannt. Mit Masamune und Muramasa entstammen auch zwei der bekanntesten Schwertschmiede Japans der Sōshū-Tradition.
Innerhalb der Soshū-Tradition differenziert man zwischen verschiedenen Hauptschulen. Diese waren die Hasebe-Schule, die Nobukuni-Schule, die Samonji-Schule, die Sengo Muramasa-Schule, die Shimada-Schule und die Shitahara-Schule.

## Charakteristika
- Schwertklingen der Soshū-Tradition erscheinen von der Form her weit und schwer mit schmalen Shinogi-ji, jedoch mit einem hohen Klingengrat (Shinogi) und mittelgroßer Spitze (Chu-Kissaki).
- Die Klingen sind flach gekrümmt und weisen die höchste Krümmung in der Mitte auf, so dass sie dem Torbogen eines Shinto Tempels ähneln (Torii Sori).
- Die Klingenoberfläche (Hada) weist in der Regel eine Itame Maserung auf. In früheren Klingen finden sich Ji-Nie.
- Die Härtelinie (Hamon) verläuft in der Regel wellenförmig (Choji-midare und Notare/Gunome) und weist gerade bei älteren Klingen Tobiyaki auf.
- Die Angel der Klinge (Nakago) ähnelt typischerweise einem Fischbauch (Tanago Bara) und weist eine symmetrischen Spitze (kengyo-jiri) auf.